# AF Leporis
AF Leporis (AF Lep / HD 35850 / HR 1817) es una estrella de magnitud aparente +6,31 en la constelación de Lepus, la liebre.
Se encuentra a 87 años luz del sistema solar y es miembro de la asociación estelar de Beta Pictoris.

## Características
AF Leporis es una enana amarilla de tipo espectral F7V cuya temperatura superficial es de 6047 K —6280 K según otro estudio—.
Un 77% más luminosa que el Sol, su masa se estima en 1,27 masas solares.
Tiene un radio un 22% más grande que el radio solar —siendo este un valor estimado— y gira sobre sí misma con una velocidad de rotación proyectada de 52,6 km/s.
Su contenido metálico corresponde a 3/4 partes del que tiene el Sol.
Se piensa que es una estrella joven con una edad aproximada entre 10 y 30 millones de años.
AF Leporis está catalogada como variable RS Canum Venaticorum y, como corresponde a esta clase de variables, es posible que sea una estrella binaria.
Su brillo varía entre magnitud +6,26 y +6,35 a lo largo de un corto período cuya duración es de sólo 1 día.

## Sistema planetario
Durante el año 2023, un exoplaneta gigante gaseoso fue encontrado en orbita alrededor de AF Leporis por el método de Detección visual directa usando el instrumento NIRC2 en el Observatorio W. M. Keck y el instrumento SPHERE en el Very Large Telescope. También fue detectado en datos Astrométricos de las sondas espaciales Hipparcos y Gaia, permitiendo mediciones precisas de su masa.

Ha habido múltiples estudios de AF Leporis b, algunos de los cuales han encontrado parámetros ligeramente diferentes. Un estudio encontró una masa dinámica de 3.2 +0.7 -0.6 MJ, algo menor a la masa predicha basándose en la detección visual directa, mientras otro estudio encontró en su lugar 5.5 MJ, consistente con los estimados fotométricos de su masa. El primer estudio encontró una inclinación orbital de 50° +9°-12°, consistente con la inclinación estelar de 54° +11°-9° sugiriendo además un sistema alineado, mientras que el último estudio encontró una inclinación de ~82°. Todos los estudios encontraron que el sistema tiene una orbita relativamente excéntrica.

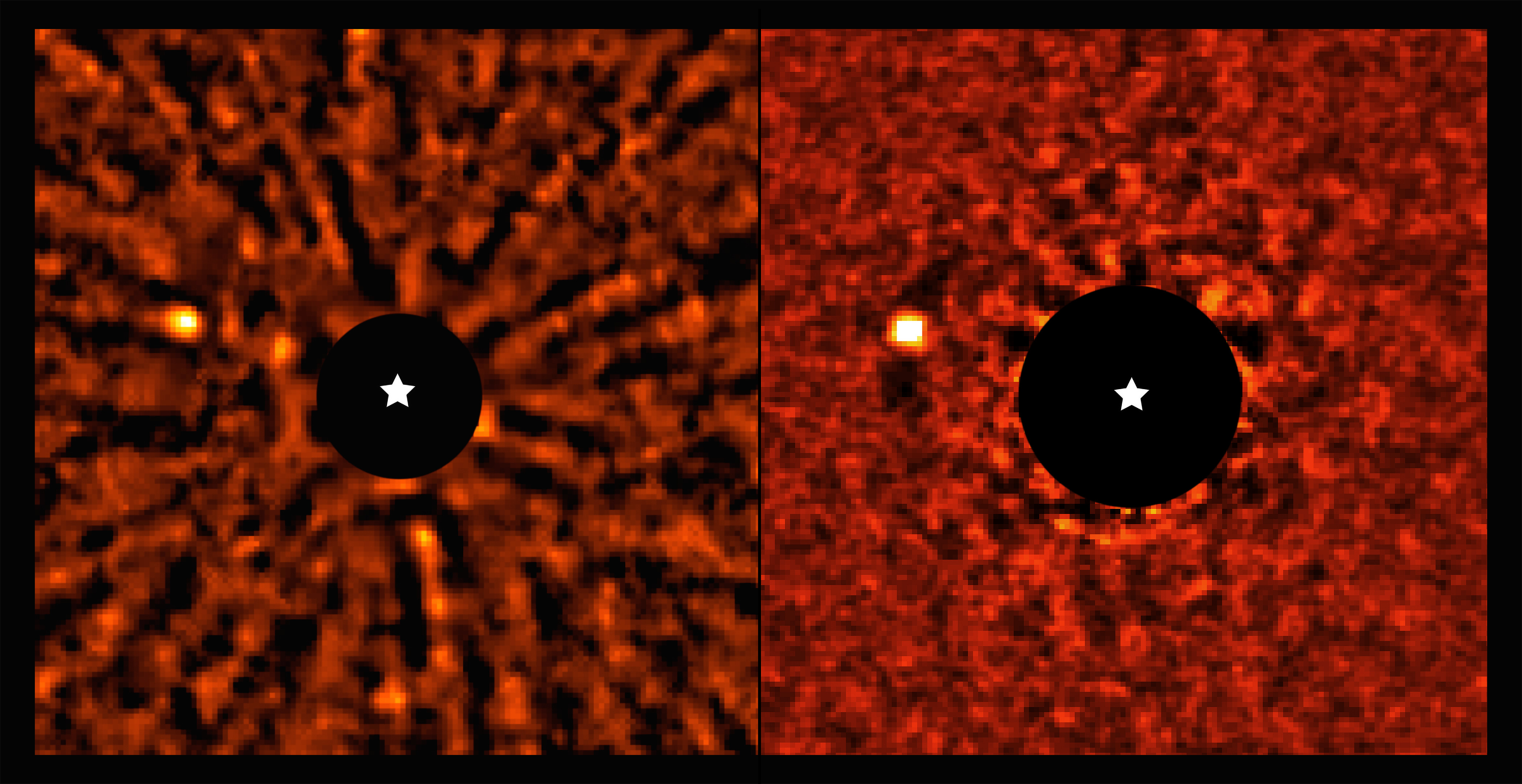
Dos imágenes de AF Lep b tomadas con el instrumento SPHERE del telescopio terrestre VLT (Very Large Telescope).

| Compañera (En orden desde la estrella) | Masa                | Semieje mayor(UA) | Período orbital(años) | Excentricidad  | Inclinación | Radio        |
| -------------------------------------- | ------------------- | ----------------- | --------------------- | -------------- | ----------- | ------------ |
| b                                      | 5.237+0.085-0.10 MJ | 7.99+0.85-0.92    | 20.6+3.4-3.5          | 0.47+0.17-0.13 | 50+9 −12°   | 1.28±0.01 RJ |
| Disco de escombros                     |                     | 46±9 AU           |                       |                |             |              |